# Bloedbad op Palmzondag
Het bloedbad op Palmzondag was een massamoord in 1984 te Brooklyn, New York. Tien mensen kwamen daarbij om het leven: twee vrouwen, twee tienermeisjes en zes kinderen. Er was een overlevende, een jong meisje.

## Moorden
In totaal werden negentien kogels van dichtbij afgevuurd uit twee pistolen. Tien personen werden daarbij dodelijk getroffen, de meeste in het hoofd. De ontspannen houding, zittend op banken of stoelen, waarin ze werden aangetroffen wijst er op dat ze verrast waren. In het huis werden geen drugs gevonden en er waren geen gestolen goederen.
In 1985 werd Christopher Thomas veroordeeld voor tien aanklachten wegens doodslag, maar werd vrijgesproken van moord. De jury vond opzettelijke moord bewezen, maar de aanklacht werd gewijzigd vanwege "extreme emotionele stoornissen" bij de dader, die ten tijde van de daad onder invloed was van drugs. Aanklagers zeiden dat het motief jaloezie was en beweerden dat Thomas zijn vrouw ervan verdacht een affaire te hebben met de eigenaar van het huis, een veroordeelde cocaïnedealer genaamd Enrique Bermudez. De vrouw van Thomas getuigde dat haar man woedend was omdat hij haar in de woning van Bermudez had aangetroffen en dat hij hun gezamenlijke woning in brand stak nadat ze hem vertelde dat ze hem zou verlaten. Bermudez beweerde dat Thomas hem ooit had gevraagd om seks te hebben met de vrouw van Thomas, maar Bermudez zou hebben geweigerd.
Andere getuigen verklaarden dat Thomas er eerder op de dag van de moorden 'bizar uitzag' terwijl hij in of nabij het huis aanwezig was. Bermudez bevestigde dit en zei dat Thomas hem die ochtend had bezocht en om drugs en contant geld had gevraagd. Toen hij vroeg naar de ongeveer $9.000 die Thomas hem al schuldig was, beloofde deze hem een verrassing.
Thomas werd veroordeeld tot 83 tot 250 jaar gevangenisstraf, hetgeen praktisch inhield dat hij maximaal vijftig jaar in de gevangenis zou moeten doorbrengen. Na iets meer dan 32 jaar werd hij in 2018 vrijgelaten, Thomas had toen twee derde van de straf uitgezeten.
De enige overlevende, een jong meisje van 13 maanden oud, werd opgevoed door haar grootmoeder. Joanne Jaffe, destijds straatagent en degene die de baby had aangetroffen na de schietpartij, werd haar toeziend voogd. Het meisje woonde vanaf haar veertiende jaar zelfs bij Jaffe en haar verloofde in huis, omdat de grootmoeder de zorg niet meer kon opbrengen. In 2014, na het overlijden van de grootmoeder van het meisje, adopteerde Jaffe alsnog de inmiddels 31-jarige vrouw.